# 白尾料金所
白尾料金所（しろおりょうきんじょ）とは、石川県かほく市にある能登有料道路（現：のと里山海道）白尾ICの金沢方面出口および穴水方面入口の各ランプウェイ部にあった料金所である。能登有料道路本線上には設置されていなかった。

## 概要
能登有料道路の内灘料金所や、内灘料金所-粟崎IC間の慢性的な渋滞を解消するため、また金沢市域へ流入する車の流れを、金沢東部環状道路や北陸自動車道と直接結ばれている月浦白尾IC連絡道路（地域高規格道路）に分散化させる目的で、2004年（平成16年）3月末の同道路の開通と合わせて2004年（平成16年）3月末に設置された。内灘料金所へ流出入する車が減少することから、料金を徴収する目的で建設されたとみられる。2013年3月31日正午に無料化されたのに伴い廃止された（同年4月に撤去完了）。

## 道路
- (E86) 能登有料道路

## 料金所（現在は廃止）
- ETCやクレジットカードでは精算できない。（かつて道路関係四公団が発行していたハイウェイカードも利用できなかった。）
- 白尾IC-高松IC間の料金を支払う（白尾IC起算）。

　 　普通車 - 100円、大型車I - 100円、大型車II - 250円、軽自動車等 - 50円
- 上記とは別に、途中のインターチェンジで下車せずに穴水ICまで向かう際、「穴水まで」と係員に言えば今浜・上棚矢駄・横田の各料金所の通行券（3枚1綴り）が購入できる。穴水ICまで利用する場合、この方法で購入すると、各料金所を通行する際、事前に金銭を用意する手間を省くことができるが、料金自体は各料金所で支払う料金と同額である（無割引）。

　 　普通車 - 1,060円、大型車I - 1,560円、大型車II - 3,680円、軽自動車等 - 730円

### 金沢方面
- レーン数：2
  - 一般：2

### 穴水方面
- レーン数：2
  - 一般：2

## 隣
E86 のと里山海道
内灘IC - 白尾IC - 白尾料金所 - 高松IC - 県立看護大IC